# Веньтянь
«Веньтянь» (кит. трад. 問天, спр. 问天, піньїнь: Wèntiān, акад. Веньтянь, буквально «Питання до неба») — експериментальний модуль № 1 китайської модульної орбітальної станції «Тяньгун». Він дублює функції управління основного модуля «Тяньхе». Також є місцем, де можна зберігати корисні вантажі станції. Є кубічна шлюзова камера з малим маніпулятором із зовнішнього боку. Модуль також оснащений приводом обертання сонячних батарей, для їхнього розвороту в бік сонця. В основу розробок покладено космічну лабораторію «Тяньгун-2».
«Веньтянь», як і «Тяньхе», обладнаний трьома житловими каютами та санвузлом, що дозволить комфортно жити на станції шести тайконавтам. .

## Запуск та пристиковка
Запуск модуля здійснено за допомогою ракети-носія «Чанчжен-5B» з космодрому Веньчан 24 липня 2022 в 6:22 UTC. Стикування з переднім портом базового модуля, який тижнем раніше звільнив вантажний корабель «Тяньчжоу-3», що відстикувався від станції, відбулася того ж дня, о 19:13 UTC. На станції в цей час знаходився екіпаж корабля «Шеньчжоу-14». Це була перша орбітальна стиковка модулів в історії китайської космонавтики, станція «Тяньгун» стала багатомодульною.
Далі розташований на торці модуля маніпулятор «Ляппа», названий так за неформальною назвою схожого АСПр радянської станції «Мир», повинен буде перемістити модуль, що прибув, на бічний порт основного модуля.